# Tony Harrison
Tony Harrison (* 30. April 1937 in Leeds) ist ein englischer Dichter, Bühnenautor und Übersetzer.
Harrison entstammt der britischen Arbeiterklasse. Er besuchte zunächst die örtliche Grundschule und gewann mit elf Jahren eines von sechs Stipendien (scholarship for working-class boys) an der Leeds Grammar School. Im Jahre 1958 machte er auf der University of Leeds seinen Bachelor of Arts. Nach seinem Abschluss begann er als Lehrer in Dewsbury, West Yorkshire. Dort heiratete er am 16. Januar 1960 Rosemarie Crossfield Dietzsch.

## Laufbahn
1962 ging Harrison für vier Jahre als lecturer an die neugegründete Ahmadu Bello University in Zaria, Nigeria. 1966 lehrte er für ein Jahr an der Karls-Universität in Prag.
Bereits während seines Studiums hatte Harrison begonnen, Gedichte zu schreiben. Sie wurden in örtlichen Magazinen wie
z. B. Stand, aber auch in der von der Universität herausgegebenen Zeitschrift Poetry and Audience
veröffentlicht. Bei seiner Rückkehr nach England 1967 wurde er der erste Northern Arts Fellow in Poetry, und noch einmal, 1976/77.
Seit 1967 lebt er in Newcastle upon Tyne, allerdings ist er seit dieser Zeit auch weiterhin viel auf Reisen gewesen. Er arbeitet als Dichter, Übersetzer und Dramatiker, schreibt Stücke für das National Theatre und die Metropolitan Opera, aber auch für Channel 4: Am 22. Februar 1973 etwa inszenierte er The Misanthrope am National Theatre, am 9. September 1975 Phaedra Britannica am Old Vic, London. Harrison schrieb z. B. das Libretto zu Smetanas The Bartered Bride, aufgeführt im Oktober 1978 an der Metropolitan Opera, New York. Er gilt als Großbritanniens führender theatre poet, der sich in den 1990er Jahren verstärkt politischen Themen zugewandt hat (Golfkrieg und Balkankonflikt). 
Obwohl er bereits während seiner Schulzeit auf der grammar school den Arbeiterdialekt der Loiners (Bewohner von Leeds) verlernte, blieb er doch seiner Herkunft treu und wurde auch durch seine Mutter, die mit einigen seiner Veröffentlichungen nicht viel anfangen konnte, häufig daran erinnert.
Sein bekanntes Gedicht Long Distance erschien ursprünglich 1981 in Continuous: Fifty Sonnets from "The School of Eloquence" (London: Rex Collings).
2010 erhielt Harrison den Europäischen Preis für Literatur und 2015 den David Cohen Prize für sein Gesamtwerk. 2018 wurde er als Ehrenmitglied in die British Academy gewählt.

## Werke
- Newcastle is Peru (Newcastle, 1969).
- The Misanthrope, Übersetzung von Molières Le Misanthrope (London, 1973).
- Phaedra Britannica, Übersetzung von Racines Phèdre (London, 1975).
- Bow Down (London, 1977).
- Looking West (London, 1979).
- Continuous: Fifty Sonnets from "The School of Eloquence" (London, 1981).
- Selected Poems (Harmondsworth, 1984).